# Pseudicius solomonensis
Pseudicius solomonensis is een spinnensoort uit de familie springspinnen (Salticidae). De soort komt voor in de Salomonseilanden.